# 埃唐普站
埃唐普站是法国的一个铁路车站，位于法国城市埃唐普。

## 位置
埃唐普站位于埃唐普市区的西北部，距离巴黎以南55公里，属于第五收费区（Zone 5）。车站大致呈东北-西南走向，开口朝东南。

## 设施
埃唐普站设有人工售票窗口和自动售票机。埃唐普站设有自动闸机，前往站台的乘客需持有5圈的通勤卡（Navigo zone 1-5）或单程的法兰西岛列车纸质车票，乘坐TER列车的乘客可免费从售票窗口索取站台票或向工作人员解释后方可通过闸机前往站台。
埃唐普站内设有地下通道可连接站台。
埃唐普站前南侧设有社会车辆停车场，但停车位数量非常有限。

## 站台设置
| 西北↑ |             |              |                       |
|       |             | 机走线       |                       |
|       |             |              |                       |
|       | 岛式        |              |                       |
| 6道   |             | [T] · (C)    | 伊夫林地区圣康坦方向→ |
| 5道   |             | 法国大区列车 | 巴黎方向→             |
|       | 岛式        |              |                       |
| 4道   |             | 法国大区列车 | ←奥尔良方向           |
| 3道   |             | [T] · (C)    | ←圣马丹埃唐普方向     |
|       | 侧式 主站房 |              |                       |
| 东南↓ |             |              |                       |

## 停靠线路
以下列车线路在埃唐普站停靠：
| 埃唐普站列车线路表（长途线路） |              |                |                          |              |
| 线路                           | 车种         | 上一站         | 下一站                   | 大致运行频率 |
| 巴黎—奥尔良                    | 法国大区列车 | 巴黎奥斯特利茨 | 吉莱尔瓦勒/昂热维尔/图里 | 每天6趟左右  |
| 1.                             |              |                |                          |              |

| 埃唐普站列车线路表（区域线路） |          |           |              |              |
| 起点                           | 上一站   | 线路      | 下一站       | 终点         |
| 伊夫林地区圣康坦               | 埃特雷希 | [T] · (C) | 圣马丹埃唐普 | 圣马丹埃唐普 |

## 配套交通

### 长途客车
| 停靠埃唐普站的大巴车 |                          |                                                                    |
| 上下车地点           | 运营单位                 | 主要目的地                                                         |
| 埃唐普站门口         | 埃松省城际客运 Albatrans | - 91.07线：拉福雷勒鲁瓦、莱格朗日勒鲁瓦、杜尔当                    |
| 埃唐普站门口         | 卢瓦雷省城际客运 Ulys    | - 25线：塞迈斯、昂让维尔、皮蒂维耶                                 |
| 埃唐普站门口         | SNCF                     | 当某条铁路线施工或罢工时，SNCF可能会提供途径该线路沿途站点的大巴车 |
| 1. 2. 3.             |                          |                                                                    |

### 市内交通
| 埃唐普站附近的市内公共交通线路 |                | |
| 公交车站名称                   | 位置           | 停靠线路 |
| Étampes Gare RER （埃唐普站）  | 埃唐普站正前方 | - 奥尔蒙交运 - 913.01路：埃唐普汽车站 ↔ 埃唐普站 ↔ 埃唐普医院 - 913.02路：埃唐普汽车站 ↔ 上工业区 ↔ 埃唐普站 ↔ 技术服务中心 ↔ 埃唐普医院 - 913.07路：埃唐普站 ↔ 圣埃斯科比耶 - 913.08路：莫里尼-尚皮尼 ↔ 埃唐普站 ↔ 埃唐普医院 - 913.10路：埃唐普站 ↔ 沙洛圣马尔/梅罗贝尔/沙卢-穆利讷 - 913.17路：埃唐普汽车站 ↔ 埃唐普站 ↔ 布瓦西勒塞克/绍富尔莱塞特雷希大路/莫尚普教堂 - 913.30路：埃唐普汽车站 ↔ 埃唐普站 ↔ 埃唐普医院 - 913.50路：埃唐普路易布莱罗职高 ↔ 埃唐普站 ↔ 莫里尼-尚皮尼 ↔ 埃特雷希站 - 巴黎南郊城际客运 - 330路：埃唐普站 ↔ 昂热维尔-布里热欧莱 - 10-19路：莫内尔维尔 ↔ 埃唐普站 ↔ 塞尔尼 - 10-20路：当费尔-罗什罗站 → 埃唐普站 → 昂热维尔 - 10-21路：当费尔-罗什罗站 → 埃唐普站 → 梅雷维尔 - 蓝车客运 - 284-004路：米伊拉福雷/阿莱堡 → 埃唐普站 → 埃唐普曼德拉职高 |
| 1. 2. 3. 4.                    |                | |

## 临近车站
| 埃唐普站（Gare d'Étampes）     |                          |                |
| 上行车站                       | 线路                     | 下行车站       |
| 埃特雷希站                     | 巴黎－波尔多铁路         | 吉莱尔瓦勒站   |
| （起点）                       | 埃唐普－博讷拉罗朗德铁路 | 圣马丹埃唐普站 |
| - 本表仅显示运营中的线路及车站 |                          |                |